# تمزق الشفة الوركية
تمزق الشفة الوركية أو تمزق الشفة الحُقيّة هو إصابة شائعة في الشفة الحُقّية ناتجة عن عدد من الأسباب بما في ذلك الجري وخلع الورك والتدهور مع التقدم في العمر. يُعتقد أن معظمها ناتج عن تمزق تدريجي بسبب الإصابات الصغيرة المتكررة أو الميكروتروما. تظهر تمزقات الشفة الحُقّية مع ألم في الورك أو الفخذ الأمامي، وأقل شيوعًا بظهور ألم في الأرداف. غالباً توجد أيضًا أعراض ميكانيكية تشمل النقر أو الطقطقة والانغلاق والانزلاق. بسبب محدودية وقيود الفحص البدني أو الجسدي، يجب تقييم التشخيص بشكل إضافي من خلال التصوير الطبي. أظهرت الدراسات وجود بعض الاختلافات في منطقة تمزق الشفة الحُقّية في مناطق مختلفة، والتي قد تكون مرتبطة باختلاف عادات الناس المعيشية. في الوقت الحالي، لا توجد أدلة كافية لإثبات أن العلاج الطبيعي مفيد في علاج تمزق الشفة الحُقّية. عادةً ما يُوصى بالعلاج التحفظي في البداية، بما يشمل الراحة النسبية، واستخدام الأدوية المضادة للالتهابات ومسكنات الألم. قد يُنظر أيضًا في إمكانية إجراء جراحة إعادة بناء الشفة الحُقّية للمرضى لمساعدتهم على استعادة قدرتهم الرياضية. بالإضافة إلى ذلك، نظرًا لعدم ثبوت ارتباط سبب تمزق الشفة الحُقّية مباشرةً بأي فعل مُحدد، يصعب الوقاية من هذه الحالة.

## الأسباب
تُشير التقديرات إلى أن 75% من تمزقات الشفة الحُقّية لها سبب غير معروف. وقد عُزيت تمزقات الشفة الحُقّية إلى أسباب مُتنوعة مثل القوة المُفرطة، وخلع الورك، وفرط حركة مفصل الورك، وخلل تنسج الورك، وانحلال الورك. كما نُسب ضيق وتر العضلة الحرقفية القطنية إلى تمزقات الشفة الحُقّية عن طريق التسبب في إصابات ضغط أو جرّ تؤدي في النهاية إلى تمزق الشفة الحُقّية. يُعتقد أن مُعظم تمزقات الشفة الحُقّية ناتجة عن تمزق تدريجي بسبب صدمات دقيقة مُتكررة. تزداد حالات تمزق الشفة الحُقّية مع التقدم في العمر، مما يُشير إلى أنها قد تكون ناتجة أيضًا عن التدهور نتيجة عملية الشيخوخة . يُمكن أن تحدث تمزقات الشفة الحُقّية لدى الرياضيين نتيجة حادثة واحدة أو صدمة مُتكررة. يمكن أن يسبب الجري تمزقات للشفة بسبب استخدام الشفة أكثر لتحمل الوزن وتحمل قوة مفرطة أثناء الحركة النهائية أو الحركات القصوى للساق: مثل التمدد المفرط، أو التمدد العكسي، فرط الانثناء، الدوران الخارجي المفرط الأنشطة الرياضية هي الأسباب المحتملة، وخاصة تلك التي تتطلب دورانًا جانبيًا متكررًا أو الدوران على عظم الفخذ المحمل كما في الهوكي أو الباليه. يضع الدوران المستمر للورك ضغطًا متزايدًا على الأنسجة المحفظة وتلف الرباط الحرقفي الفخذي. وهذا بدوره يسبب عدم استقرار دوران الورك مما يزيد الضغط على الشفة. تُرى الإصابات الناتجة عن الصدمات بشكل أكثر شيوعًا لدى الرياضيين الذين يشاركون في الرياضات التلامسية أو عالية التأثير مثل كرة القدم أو الجولف. معدل انتشار إصابات الورك الناتجة عن الصدمات التي تسبب تمزق الشفة منخفض جدًا. يمكن لأقل من 25٪ من جميع المرضى ربط حادثة معينة بتمزق الشفة لديهم؛ ومع ذلك، غالبًا ما تكون نتيجة خلع أو كسر. يؤدي السقوط على أحد الجانبين إلى صدمة حادة في الحدبة الكبرى لعظم الفخذ. نظرًا لوجود كمية قليلة جدًا من الأنسجة الرخوة لتقليل القوة بين الصدمة والحدبة الكبرى، تنتقل الصدمة بأكملها إلى سطح مفصل الورك. ونظرًا لأن كثافة العظام لا تصل إلى ذروتها حتى سن الثلاثين، فقد تؤدي صدمات الورك إلى كسر. يمكن تصنيف تمزقات الشفة الوركية بطرق مختلفة، بما في ذلك الشكل، أو السبب، أو الموقع، أو شدة الإصابة. التعديلات التشريحية لعظم الفخذ أو تجويف الورك تسبب تراكماً بطيئاً للضرر في الغضروف. يمكن أن يؤدي خلل التنسج الوركي أو الحُقّي إلى الاصطدام الفخذي الحقي. يحدث التقارب أو الاصطدام عندما يحتك رأس الفخذ بشكل غير طبيعي أو يفتقر إلى نطاق كامل من الحركة في تجويف الورك. هناك ثلاثة أشكال مختلفة من الاصطدام الحقي. الشكل الأول ناتج عن تشوه في رأس عظم الفخذ، حيث يوجد عظم زائد على رأس الفخذ، مما يؤدي إلى عدم كروية الرأس.الشكل الثاني، يُعرف بتشوه الكماشة، وينتج عن نمو زائد في تجويف الحُقّ. الشكل الثالث هو مزيج من التشوهين الأولين. عند وجود أيٍّ من هذه التشوهات، فإنها تغير موضع رأس الفخذ في تجويف الورك. قد تؤدي الضغوط المتزايدة التي يتعرض لها عظم الفخذ أو الحُقّ إلى كسر في حافة الحُقّ أو انفصال الشفة المُجهدة والمتعرضة لضغط زائد.

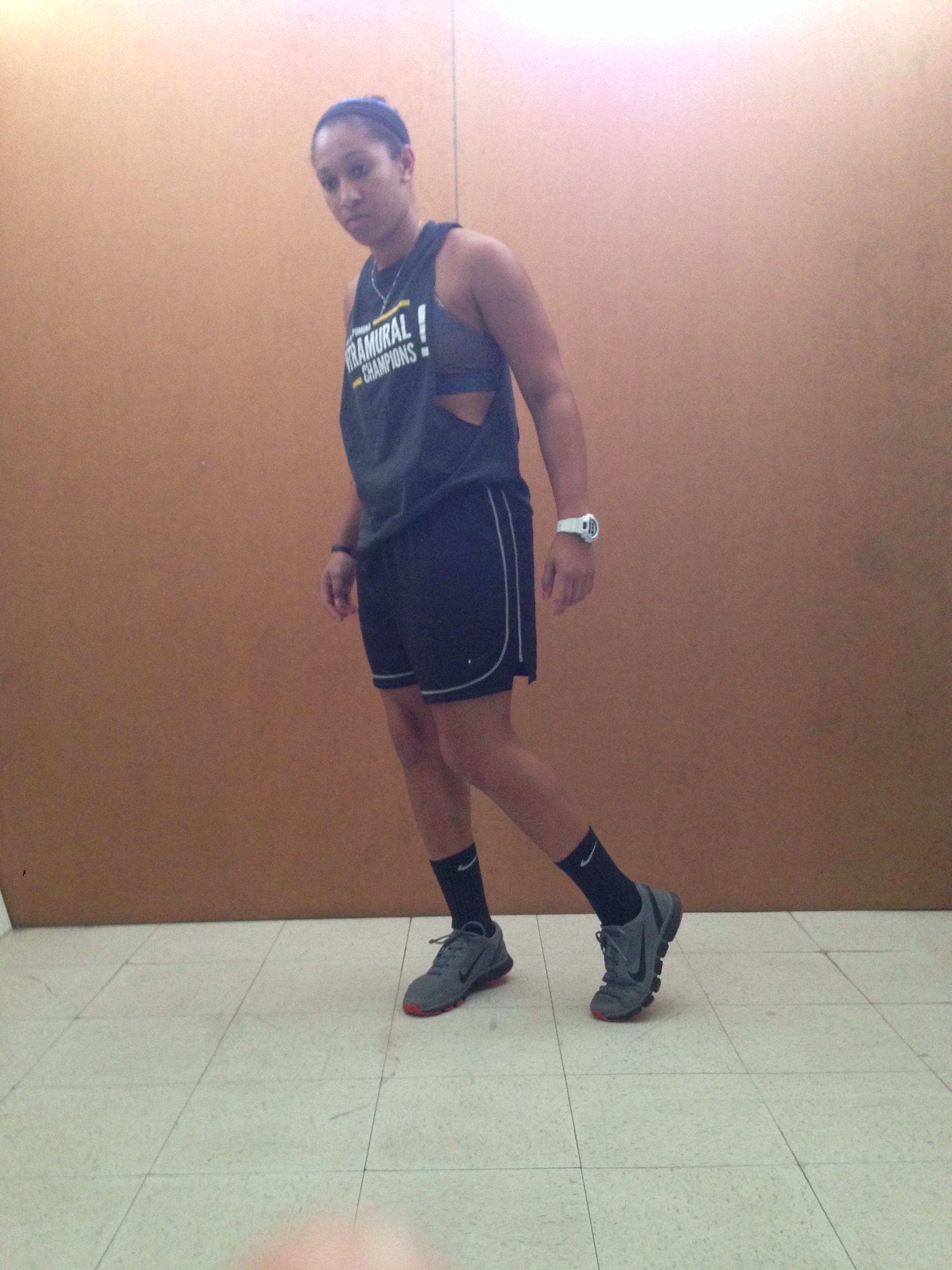
النساء أكثر عرضة لتمزقات الشفة الحُقي بسبب تشريح الحوض لديهن.

## التشخيص
يتم تقييم تمزق الشفة الحُقّية من خلال الفحص البدني، متبوعًا بالتصوير الطبي. يُعدّ التصوير المفصلي بالرنين أكثر دقة وموثوقية من التصوير بالرنين المغناطيسي. يمكن تأكيد التشخيص بالكامل باستخدام المنظار المفصلي.

## علم الأوبئة
في الولايات المتحدة، عادةً ما تحدث تمزقات الشفة الحُقّية في المنطقة الأمامية أو الأمامية العلوية، ربما بسبب التغيير المفاجئ من الشفة إلى الغضروف الحُقّي. تُعدّ تمزقات الشفة الحُقّية الأكثر شيوعًا في اليابان في المنطقة الخلفية، ويرجع ذلك على الأرجح إلى عادة الجلوس على الأرض. عادةً ما تحدث تمزقات الشفة الحُقّية الخلفية في العالم الغربي عندما تدفع قوة رأس عظم الفخذ للخلف، مما ينقل قوى القص والضغط إلى الشفة الحُقّية الخلفية.

## إعادة التأهيل

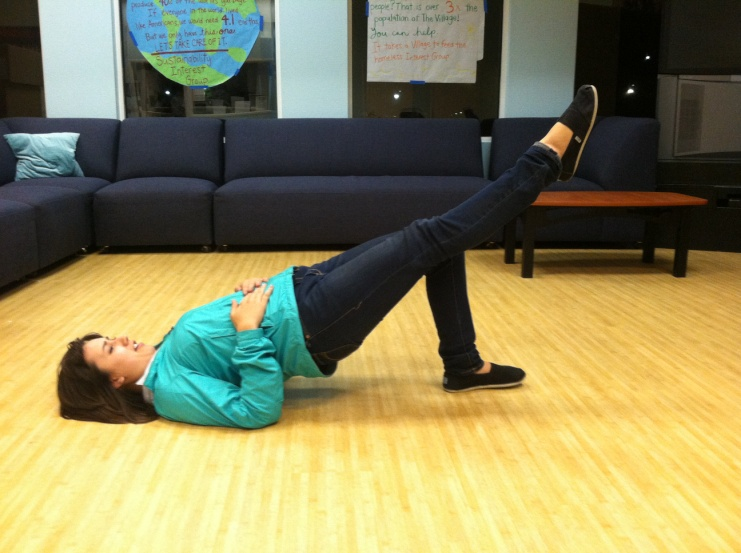
جسر الساق الواحدة

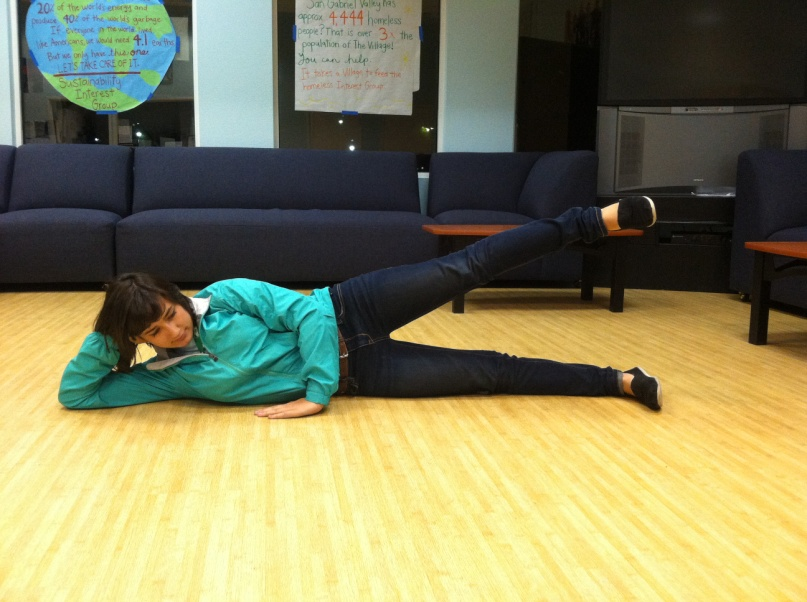
رفع الساق الجانبية

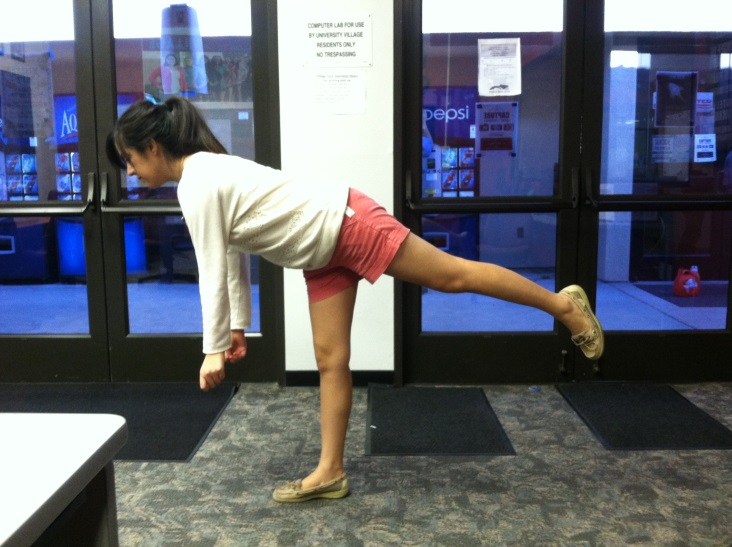
توازن الساق الواحدة

لا توجد أدلة كافية لدعم فائدة العلاج الطبيعي في علاج تمزق الشفة الحُقّية. مع ذلك، تشير بعض الدراسات إلى أن العلاج الطبيعي قد يكون مفيدًا في استعادة القدرات الرياضية. بعد الجراحة، مثل إعادة بناء الشفة الحرقفية التي أظهرت نتائج واعدة في مساعدة المرضى باستخدام ترقيع رباط العضلة الحرقفية الظنبوبية. يستخدم المرضى العكازات لمدة تصل إلى ستة أسابيع، مع تقليل التمارين البدنية كالجري لمدة ستة أشهر. عادةً ما تتكون عملية إعادة التأهيل من أربع مراحل: "المرحلة الأولى: تمارين أولية (الأسابيع 1-4)، المرحلة الثانية: تمارين متوسطة (الأسابيع 5-7)، المرحلة الثالثة: تمارين متقدمة (الأسابيع 8-12)، والمرحلة الرابعة: العودة إلى الرياضة (الأسابيع 12 فأكثر)". يجب أن تكون برامج العلاج مُخصصة لكل حالة. في المرحلة الأولى، يتمثل الهدف الأول في تقليل الألم والالتهاب. يُعد نمط المشي المتوازن ضروريًا لتجنب حدوث اختلال في توازن عضلات الورك. يسمح العلاج المائي بحركة أكثر حرية من تأثير الجاذبية. في المرحلة الثانية، يتم تعزيز مرونة الأنسجة، مع التركيز على أساسيات تدريب القوة. في المرحلة الثالثة، يتم التركيز على البدء ببناء القوة الوظيفية، باستخدام تمارين على ساق واحدة لبناء العضلات واختبار قوة الورك. المرحلة الرابعة هي المرحلة النهائية حيث يُنصح بممارسة المزيد من التمارين حتى العودة إلى ممارسة الرياضة. تعزز الحركات المعقدة مثل القرفصاء والركل والجري حتى تحقق حركات متماثلة خالية من الألم.

## الوقاية

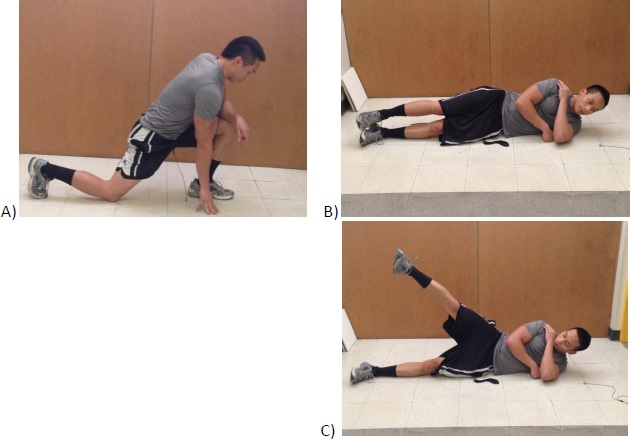
في التمرين "أ"، تمدد عضلة الفخذ اليمنى، العضلة الحرقفية القطنية. لا تتجاوز الركبة الحاملة للوزن (اليسرى) أصابع القدم. يلزم الانحناء للأمام لتمديد جيد، والثبات على هذا الوضع لمدة 15 إلى 20 ثانية. في التمرين "ب"، وضع البداية لتمديد الورك مع الاستلقاء على الجانب. يجب رفع الساق العلوية لأعلى بشكل مستقيم، وتكرار ذلك 10 مرات.

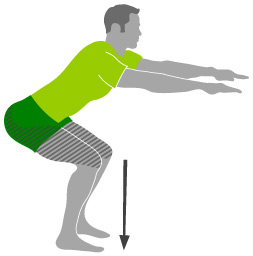
تمرين القرفصاء بوزن الجسم بدون إضافة أوزان يسمح بتسخين الساقين، وقد يحدث زحف في الغضاريف والعضلات للتحضير لممارسة التمارين الرياضية المكثفة.

رسم بياني للانفعال مقابل الزمن للمراحل الثلاث للزحف. يرتفع الانفعال ببطء حتى يصبح شبه ثابت نتيجةً لإجهاد ثابت على مادة لزجة مرنة. وكما هو الحال في الغضروف، فإنه يتشوه أو يُجهد نتيجةً لإجهاد ثابت. يكون تشوه الانفعال بطيئًا، ولكن في النهاية، يؤدي الإجهاد الزائد إلى تفاقمه.

يمكن أن يحدث تمزق الشفة الوركية بطرق مختلفة مثل حركة الالتواء المتكررة، أو الصدمة المباشرة، أو التدهور. لكن العديد من تمزقات الشفة الوركية لا ترتبط مباشرة بأي فعل محدد، مما يجعل من الصعب الوقاية من هذه الإصابة. قد يكون من الممكن تقليل المخاطر من خلال تقوية عضلات الألوية، وتمديد العضلات قبل التمرين، والتوقف عن ممارسة الأنشطة التي تتطلب التواء متكرر. إحدى طرق منع تمزق الشفة الوركية هي تقليل الضغط على منطقة الشفة الأمامية. يبلغ سمك الشفة حوالي 2 إلى 3 مم ولكنها أوسع وأرق في الجزء الأمامي. أظهرت الدراسات أنه في الولايات المتحدة والدول الأوروبية، توجد تمزقات الشفة الوركية بشكل شائع في المنطقة الأمامية. يمكن أن يؤدي اختلال التوازن العضلي في الحوض إلى الإصابة بمتلازمة التقاطع السفلي. ويحدث ذلك بسبب ثني الورك المشدود وعضلات العمود الفقري المنتصبة مع ضعف عضلات الألوية والبطن. يمكن أن يؤدي اختلال توازن العضلات إلى ميل الحوض الأمامي وزيادة ثني الورك وفرط تقوس العمود الفقري القطني. هذا يزيد الضغط في الشفة الأمامية. وأظهرت أن ضعف عضلات الألوية أثناء تمديد الورك يزيد من الضغط على المفصل في الشفة الأمامية. يجب تقوية العضلات التي تساعد في التوازن أو تمديدها لمنع تمزق الشفة الوركية. تشمل التمارين تقوية عضلة الألوية عن طريق رفع الورك أثناء الاستلقاء على الجانب مع ضم الساقين. تُرفع الساق العلوية مع الحفاظ على استقامة الركبة والورك؛ وهو فعال بشكل خاص في حالة الميل الأمامي للحوض. يمكن تمديد عضلة الفخذ المشدودة باستخدام تمديد عضلة الفخذ في وضع الركوع الذي يستهدف العضلة الحرقفية القطنية. يؤثر التمدد قبل التمرين على الغضروف من خلال "الزحف". سيضع حملاً ثابتًا على الشفة، مما يسمح للسائل بالتسرب والتشوه بسبب الحمل المطبق. هذا مهم لمرونة الشفة. تعمل الشفة كممتص للصدمات، ومزلق للمفاصل، ومثبت، وموزع للضغط. يمكن أن يؤدي الإحماء باستخدام تمارين القرفصاء بوزن الجسم إلى تحفيز الزحف قبل التمرين للمساعدة في الوقاية تمزق الشفة.